# Schempp-Hirth Ventus-2
Schempp-Hirth Ventus-2 je enosedežno jadralno letalo nemškega proizvajalca Schempp-Hirth. Je naslednik zelo uspešnega Schempp-Hirth Ventus.
Ventus-2a in 2b imata 15 metrski razpon kril. Verzija 'a' ima ožji trup, 'b' pa širši. Oba modela uporabljata winglete. 18-metrski Ventus-2c, ki so predstavili leta 1995 ima precej drugačna krila in trup. Na voljo je tudi 15 metrski 2c in ima opcijo wingletov.
Od leta 2003 naprej se na vseh verzijah uporablja trup Schempp-Hirth Discus-2, nove oznake so 2ax, 2bx in 2cx. 
Nekatere verzije Ventus-2c in 2cx imajo dvotaktni 15,3 kW motor Solo 2625 za vzdrževanje leta, ta letala imajo pripono "T". Obstaja tudi verzije s pripono 'M', z močnejšim dvotaktnim motorjem (38 kW), ki omogoča samostojen vzlet. 2cT se lahko dviga s hitrostjo 0,9 m/s (177 ft/min), 2cM pa čez 3 m/s (590 ft/min). Verzija 2cxa uporablja reaktivni motor. 
Zgradili so 168 letal 2a in 2b, in okrog 459 letal modelov 2c, 2cT in 2CM.

## Specifikacije (Ventus-2cx s 15-metrskim razponom)
- Posadka: 1
- Kapaciteta vodnega balasta: 200 kg (440 lb)
- Dolžina: 6,81 m (22 ft 4 in)
- Razpon kril: 15,00 m (49 ft 21 in)
- Višina: 1,30 m (4 ft 3 in)
- Površina kril: 9,7 m2 (104 ft2)
- Vitkost: 23,3
- Prazna teža: 290 kg (640 lb)
- Gros teža: 525 kg (1,155 lb)

- Največja hitrost: 285 km/h (180 mph)
- Jadralno število: 46
- Hitrost padanja: 0,51 m/s (100 ft/min)